# Rock Garden
 (juillet 2024).
Motif : Paragraphes redondants, chronologie non respectée
 (juillet 2024).

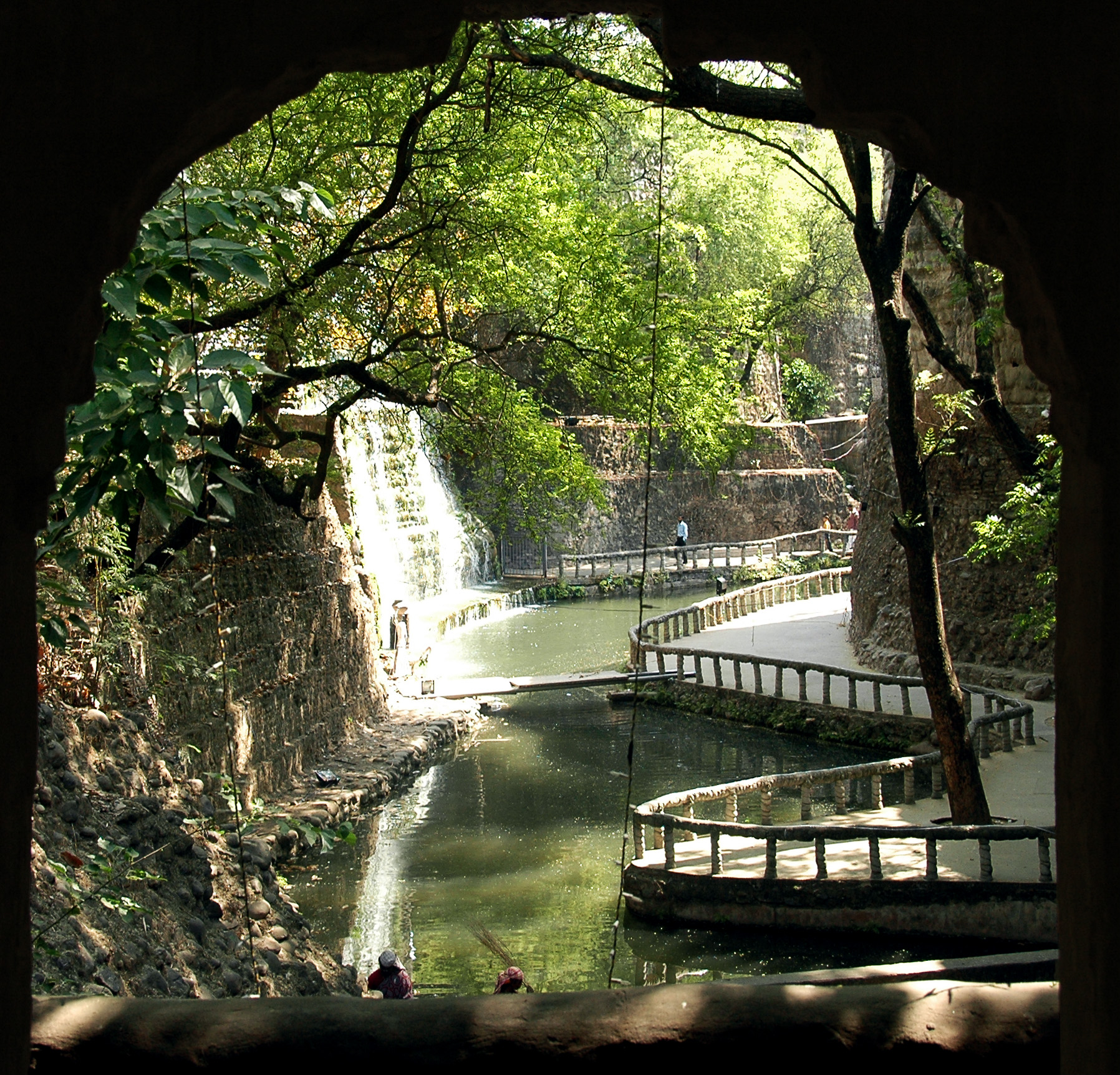
Chutes d'eau au Rock Garden, Chandigarh.

Le Rock Garden est un environnement visionnaire créé par Nek Chand (né en 1924) à Chandigarh (Inde).
Commencé en 1957, le Rock Garden s’étend aujourd’hui sur 12 hectares et comprend près de 1400 figures sculptées. Il est ainsi considéré comme le plus vaste environnement d’art populaire au monde[réf. nécessaire].
Il est entièrement composé de déchets industriels, ménagers et autres objets usagés,.

## Mise en place du projet

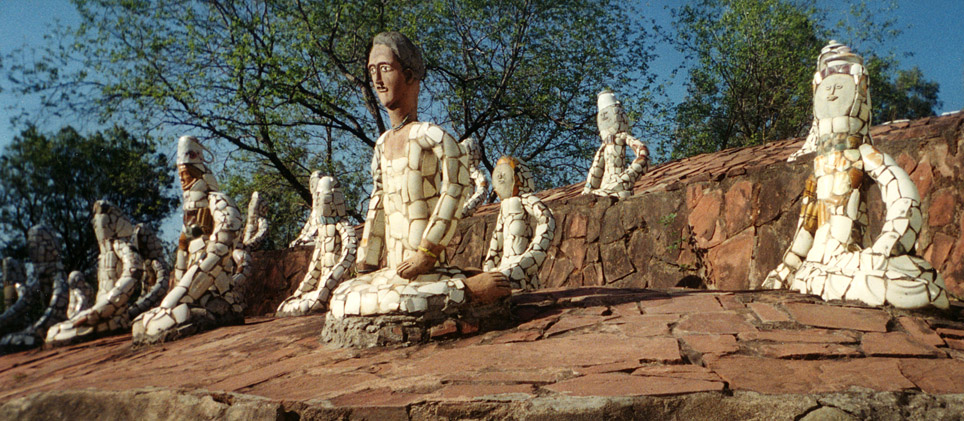
Le jardin est notamment célèbre pour ses sculptures faites de céramique de récupération.

Nek Chand Saini (en pendjabi : ਨੇਕ ਚੰਦ ਸੈਣੀ ; en hindi : नेक चंद सैणी) est l'artiste indien autodidacte, ayant créé le Rock Garden de Chandigarh, un jardin de 160 000 m2, peuplé de sculptures.
Sa famille, native des alentours de Shakargarh au Pendjab occidental, fit route pour Chandigarh en 1947 durant la partition des Indes. À cette période, la ville était alors redessinée en une utopie moderne par les soins de l'architecte franco-suisse Le Corbusier. Ce fut la première ville connaissant ce genre de développement en Inde, et Chand y fut employé en tant qu'inspecteur des routes, par le département des travaux publics, en 1951.
Le projet de Rock Garden fut clandestinement initié par Nek Chand aux alentours de 1957, sur un terrain occupé illégalement. Il fut découvert par les pouvoirs publics en 1975, alors que celui-ci consistait en un espace complexe de 49 000 m2 de cours reliées entre elles. Chacune étant parsemée d'une centaine de sculptures en béton recouvert de chutes de poterie, représentant des danseurs, musiciens et animaux. La municipalité prit en charge et légalisa Rock Garden; le jardin fut inauguré au public en 1976.
Actuellement, il est placé sous la direction de la Rock Garden Society, qui emploie plus de vingt ouvriers à temps plein pour l'entretenir et le développer sous la supervision de son créateur.

### Menaces et protections
Si aujourd’hui le Rock Garden semble à l’abri de la destruction et voué à un bel avenir en tant que monument national, cela a été au prix d’un âpre combat, marqué surtout en deux temps forts :
- En 1990, la ville décide de faire passer une nouvelle route au milieu du Rock Garden. Un premier bulldozer est envoyé, mais un millier de personnes forment un bouclier humain devant l’enceinte du Royaume des Dieux et Déesses. Le mouvement est alors amplement relayé par la presse, et après un long procès, le projet de route est finalement abandonné.
- En 1996, Nek Chand effectue une tournée d’un mois aux États-Unis pour présenter son œuvre. À son retour, il trouve le Rock Garden saccagé. Peu après son départ, la ville a licencié les ouvriers chargés de l’entretien et du gardiennage, livrant le Jardin aux vandales. Cette fois, la mobilisation est internationale, relayée par le magazine britannique Raw Vision. Une centaine de lettres de personnalités et d’institutions sont adressées aux autorités indiennes et la Fondation Nek Chand est créée à Londres. Grâce aux fonds recueillis, des bénévoles et des amateurs partent sur place aider à la réparation et effectuer des négociations qui aboutissent à la déroute de bureaucrates corrompus et à la création de l’Association pour l’entretien et la conservation du rock Garden.

## Techniques et matériaux
Le Rock Garden, non loin du lac Sukhna, est principalement composé de matériaux de récupération. Il consiste en une combinaison de chutes d'eau artificielles et de nombreuses sculptures faites de résidus quelconques, et de diverses sortes de déchets (bouteilles, verres, bracelets, tuiles, pot en céramique, éviers, déchets électriques, etc), aménagés de façon à créer des chemins.
De véritables techniques de constructions ont également été nécessaires pour ériger les 1400 sculptures en mortier, dont l’armature est constituée de solides structures en fer ; mais surtout pour former le parcours en lui-même. Ce dernier comprend en effet des terre-pleins, des collines, des murs et même des cascades qui requièrent toute l’ingéniosité et le savoir-faire de Nek Chand. Des sacs de toile remplis de mortier sont par exemple utilisés pour monter les murs. Toute l’eau nécessaire aux cascades et à l’irrigation des plantes étant quant à elle approvisionnée par un système hydraulique à circuit fermé.
Mais Chand réutilise aussi des tissus de toutes sortes, qui lui servent à confectionner des formes humaines et animales grandeur nature. C'est un aspect moins connu de sa créativité, ces personnages ne sortant que pour les festivités, les parades ou certaines expositions, mais ils se comptent néanmoins par centaines.

## Le Corbusier / Nek Chand
Le Rock Garden est une sorte d’excroissance spontanée créée en parallèle à un rigoureux plan d’urbanisme. Autant la conception architecturale de Le Corbusier se base sur les notions de rigueur, de rationalité, d’angles droits et de monochromie, autant celle de Nek Chand relève de l’intuition, de l’imaginaire, remplie de courbes et de matières colorées. Le Rock Garden à Chandigarh peut être vu comme une résistance symbolique de la pensée indienne traditionnelle, spirituelle et proche de la nature, au monde moderne urbain aseptisé, lui apportant ainsi sa complémentarité nécessaire.

## Anecdote
En Inde, Rock Garden fit l'objet d'un timbre, en 1983.

## Ajouts
Le Rock Garden est un environnement visionnaire créé par Nek Chand (né en 1924) à Chandigarh, en Inde. Débuté en 1957, le Rock Garden s'étend aujourd'hui sur 12 hectares et comprend près de 1 400 sculptures. Il est considéré comme le plus vaste environnement d'art populaire au monde, composé entièrement de déchets industriels, ménagers et autres objets recyclés.

### Histoire et Motivations
Le Rock Garden de Nek Chand est une création unique. Né en 1924, Nek Chand Saini, inspecteur des travaux publics, a commencé à travailler sur le jardin en secret en 1957. À une époque où l'Inde nouvellement indépendante cherchait à se moderniser, Chand a commencé à collecter des matériaux de récupération sur des chantiers de démolition, transformant des déchets en œuvres d'art. Il a clandestinement transformé une zone forestière de 5 hectares en un espace artistique et écologique.

### Construction et Statistiques
La construction a commencé en 1957 et a duré près de deux décennies avant d'être découverte par les autorités en 1975. À ce moment-là, le jardin couvrait déjà 12 hectares. Reconnaissant sa valeur artistique et culturelle, les autorités locales ont fourni des fonds pour sa continuation. Le coût initial et les détails de la main-d'œuvre ne sont pas bien documentés, mais il est connu que Chand a travaillé presque seul au début, avant de recevoir l'aide de quelques ouvriers et bénévoles. Aujourd'hui, le Rock Garden s'étend sur 16 hectares et comprend plus de 2 000 sculptures réalisées à partir de matériaux recyclés tels que la céramique cassée, les bracelets en verre, les tubes néon et les débris industriels.

### Transformations Majeures et Importance Culturelle
Depuis sa découverte, le Rock Garden a subi plusieurs transformations majeures. Après 1975, il a été officiellement ouvert au public et agrandi. Des sections supplémentaires ont été ajoutées, y compris des théâtres en plein air, des pavillons et des cascades artificielles, enrichissant l'expérience visuelle et interactive des visiteurs et solidifiant le Rock Garden comme un site culturel et touristique incontournable.
Le Rock Garden de Nek Chand est reconnu pour son rôle pionnier dans le mouvement de l'art environnemental et du recyclage. Il illustre comment l'art peut émerger de manière inattendue, transformer des espaces urbains et engager les communautés locales. La créativité et la vision de Nek Chand ont créé un espace esthétique transmettant un message puissant sur la durabilité et la réutilisation des ressources.

### État de Conservation et Défis Actuels
Actuellement, le Rock Garden est bien conservé grâce aux efforts continus de la Fondation Nek Chand et des autorités locales. Cependant, il fait face à des défis spécifiques, notamment l'usure naturelle des matériaux de récupération utilisés pour les sculptures et les structures. Le climat rigoureux de Chandigarh, avec ses étés chauds et ses hivers humides, contribue également à l'érosion et à la détérioration des œuvres. La gestion de l'afflux touristique est un autre défi majeur, nécessitant des mesures de protection pour prévenir les dommages accidentels et l'usure prématurée.

### Conclusion
Le Rock Garden de Nek Chand à Chandigarh n'est pas seulement un jardin de sculptures; c'est un témoignage vivant de la créativité humaine, de la résilience et de l'innovation écologique. Son existence et son évolution montrent comment une initiative individuelle peut devenir un symbole culturel et environnemental puissant. Grâce à des efforts de conservation soutenus, ce jardin unique continuera d'inspirer et de fasciner les générations futures.

#### Livres et Publications
- Chopra, P. (2012). Chandigarh and Nek Chand: The Creation of a Cultural Landscape. Oxford University Press.
- Kapur, R. (2014). Nek Chand's Rock Garden: Transforming Waste into Art. Penguin Books India.
- Mehta, A. (2010). The Secret Sculptures of Nek Chand. HarperCollins India.

#### Source d'inspiration
- Chandigarh • Rock Garden de Nek Chand - Art Éclectique dans le Recyclage (travel-video.info)

## Galerie

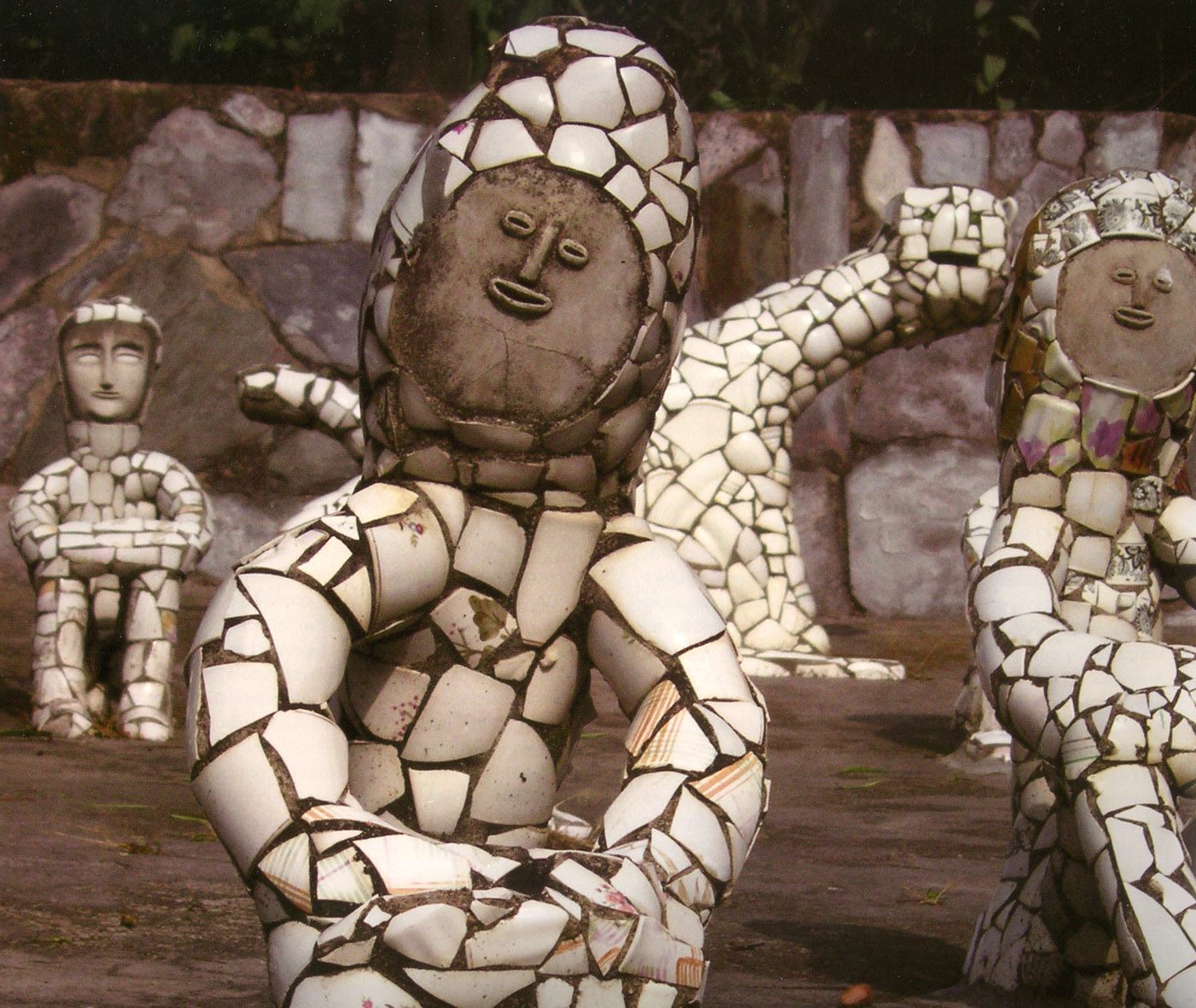
Détail du Rock Garden
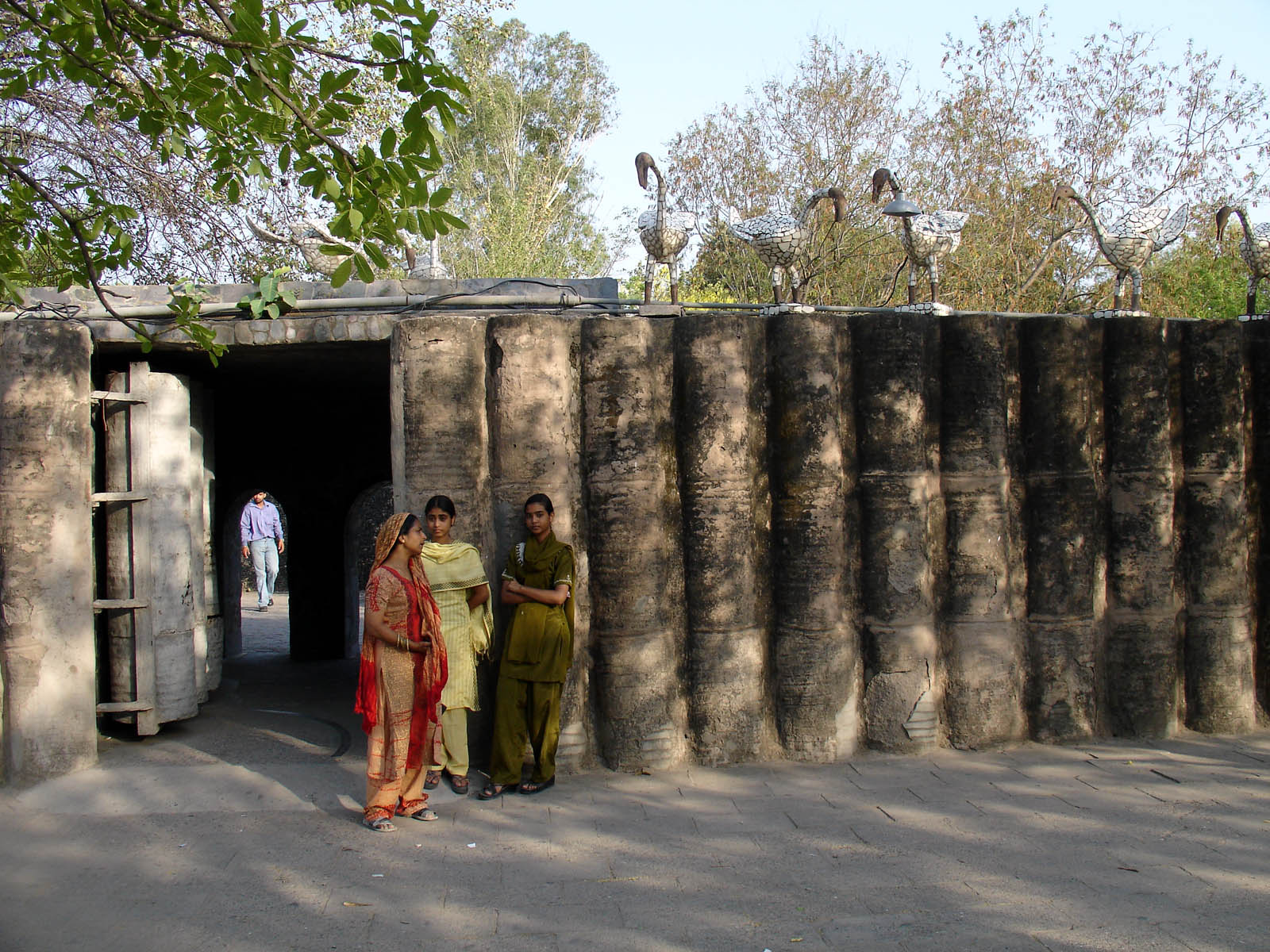
Entrée
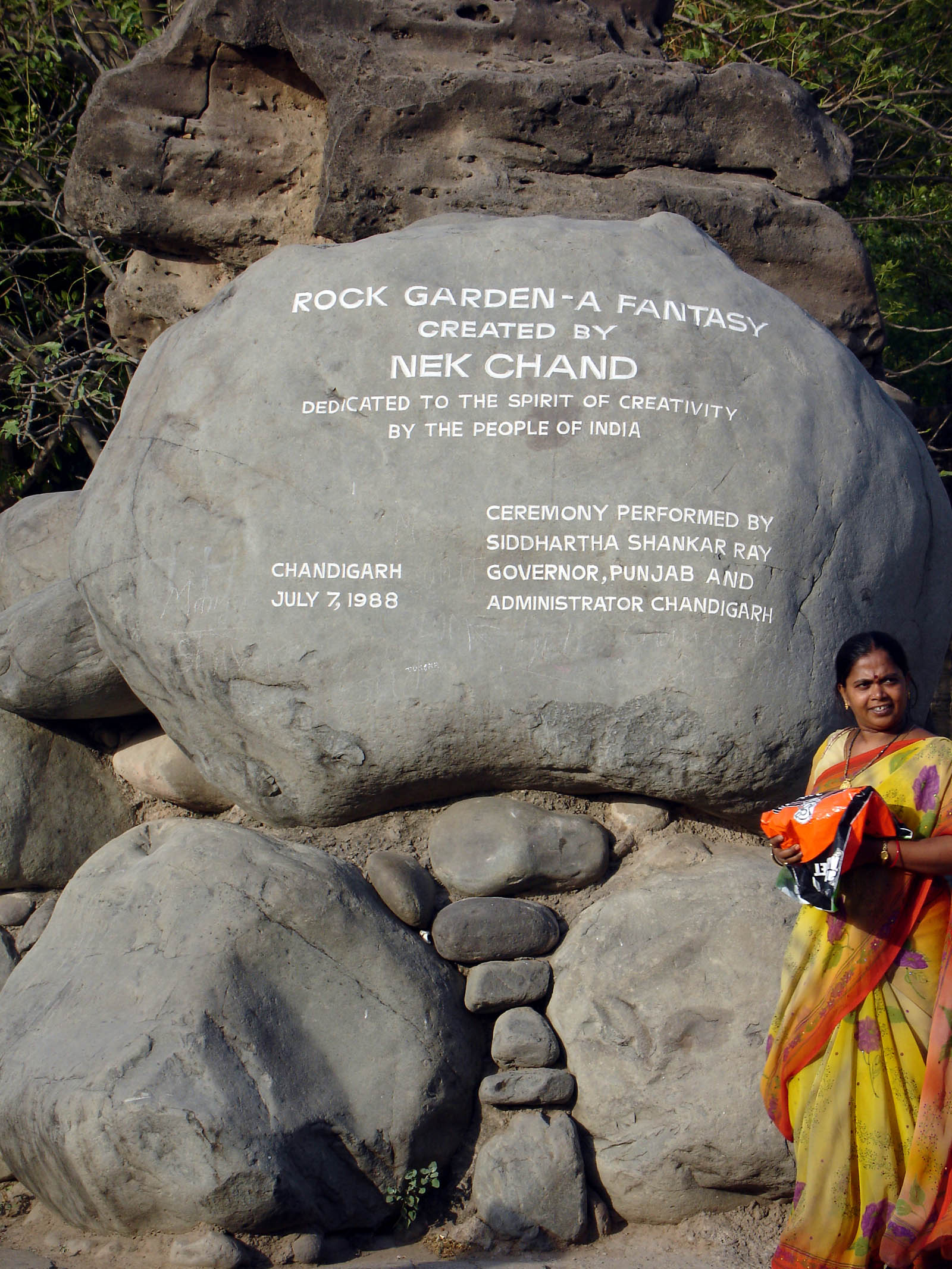
Pierre commémorative, 7 juillet 1988.
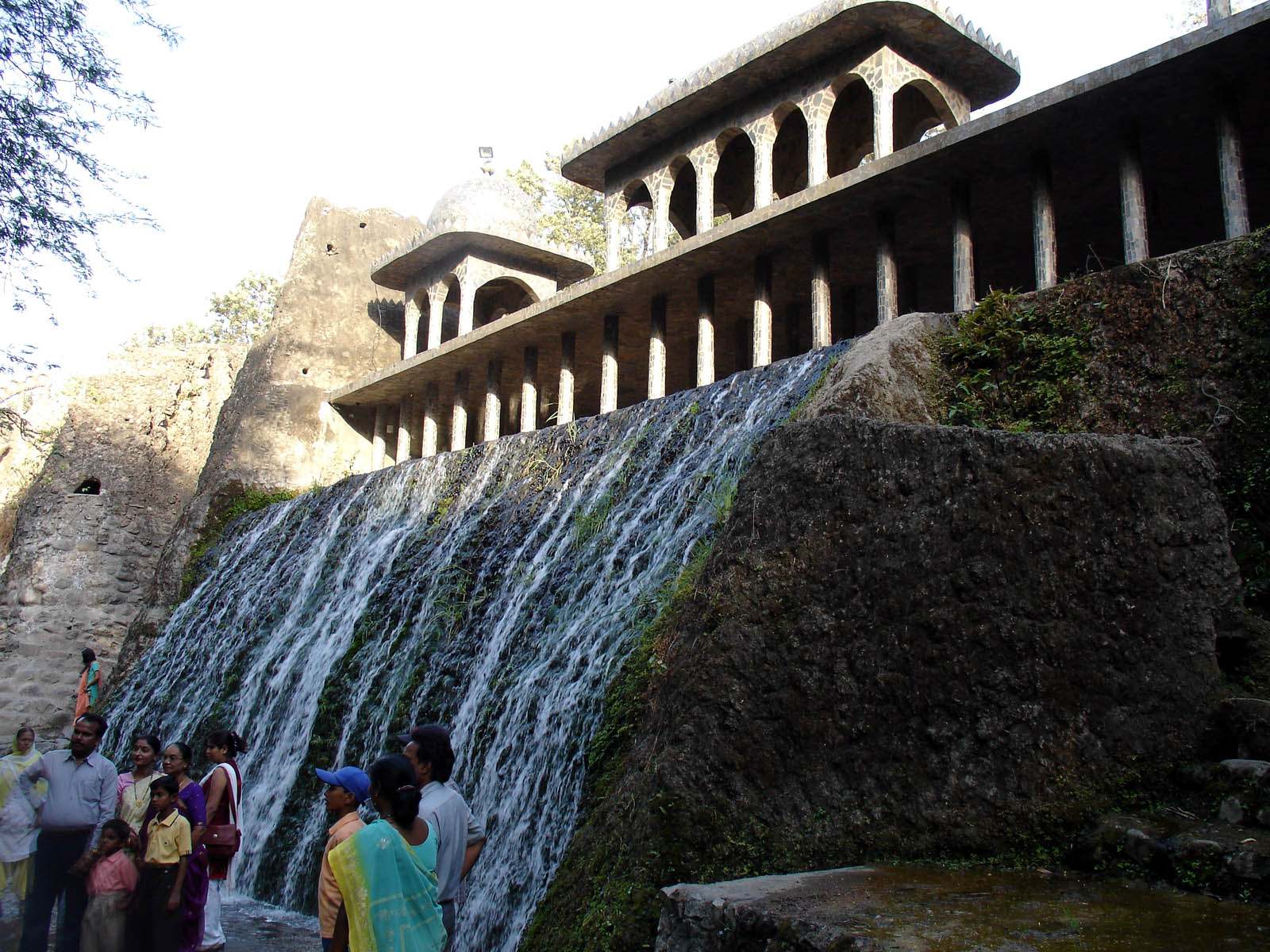
Rock Garden, Chandigarh
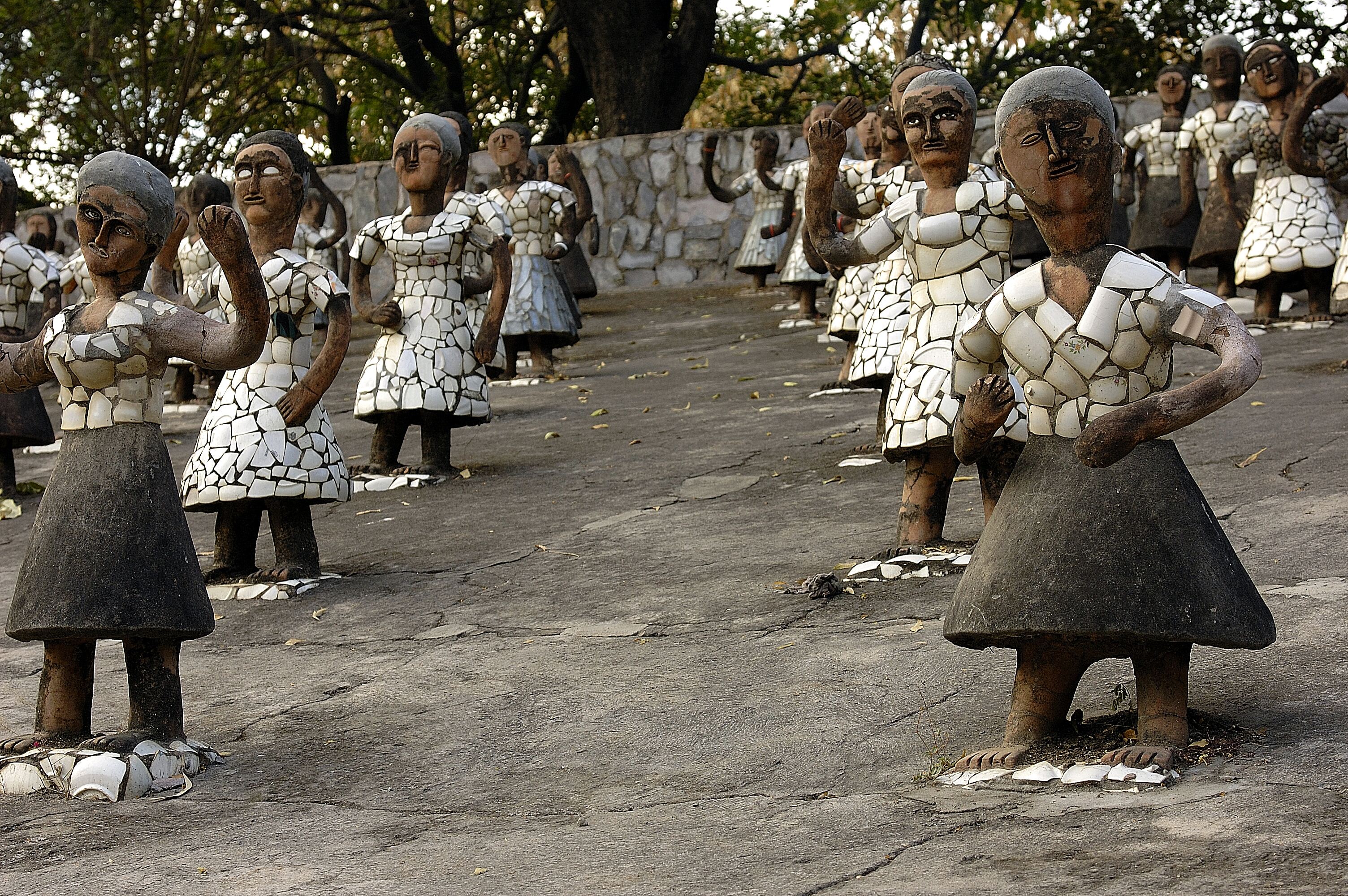
"Danseuses".
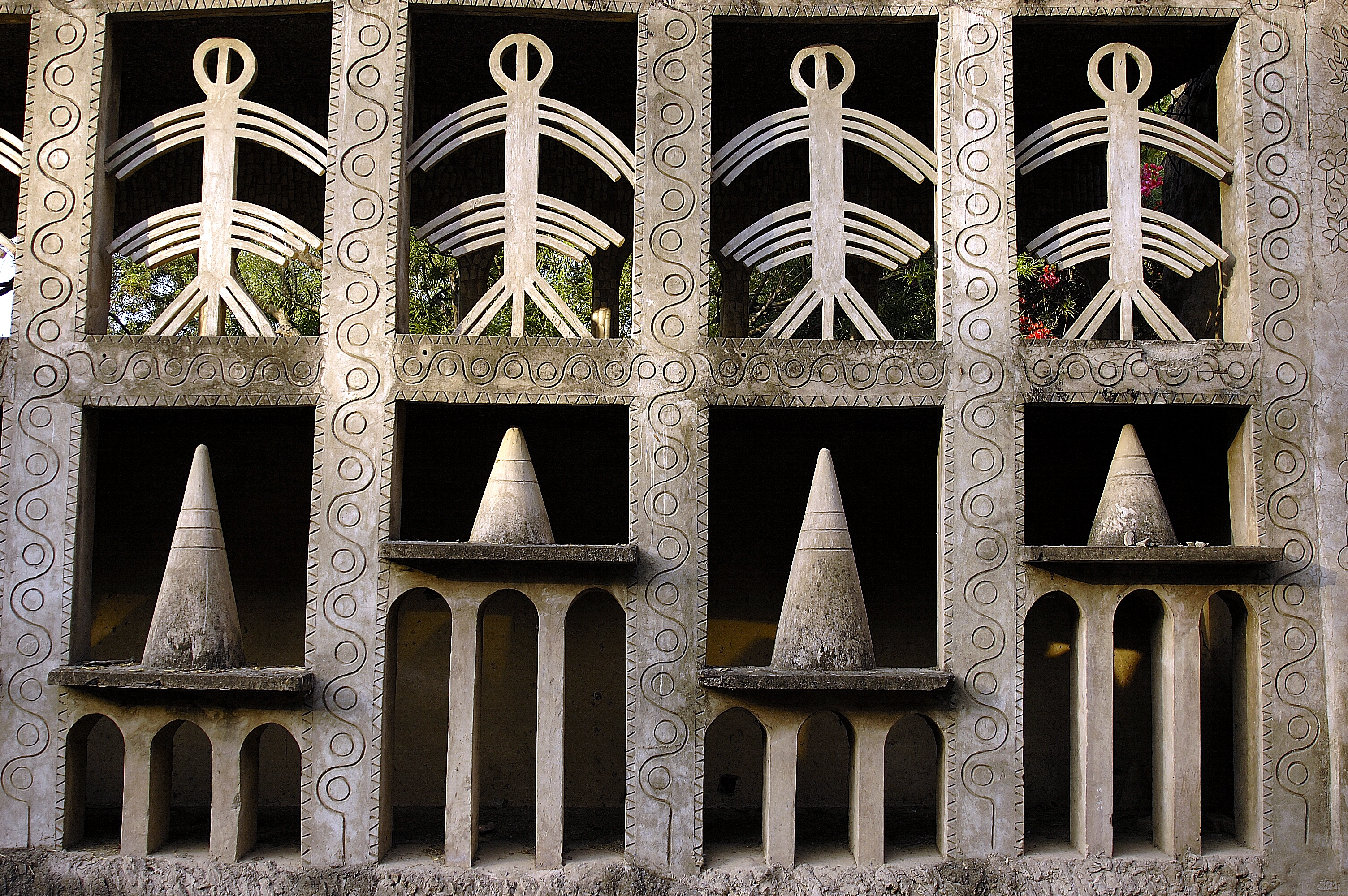
Mur décoré.

### Articles
(en)
- SS Bhatti, The Rock Garden of Chandigarh, Londres, Raw Vision #1, 1989
- Collectif, Nek Chand, 25 years of the Rock Garden, Londres, Raw Vision #35, 2001Paru pour les commémorations du 25e anniversaire de l'ouverture